# Rydułtowy
Rydułtowy é um município da Polônia, na voivodia da Silésia e no condado de Wodzisław. Estende-se por uma área de 14,95 km², com 21 700 habitantes, segundo os censos de 2017, com uma densidade de 1451,5 hab/km².